# Ormoy (Essonne)
Ormoy – miejscowość i gmina we Francji, w regionie Île-de-France, w departamencie Essonne.
Według danych na rok 1990 gminę zamieszkiwały 904 osoby, a gęstość zaludnienia wynosiła 481 osób/km² (wśród 1287 gmin regionu Île-de-France Ormoy plasuje się na 653. miejscu pod względem liczby ludności, natomiast pod względem powierzchni na miejscu 867.).